# 氢氧化钪
氢氧化钪是一种无机化合物，化学式为Sc(OH)3，具有两性。它微溶于水，饱和溶液（pH=7.85）中以Sc(OH)3和少量Sc(OH)2+的形式存在，溶解度为0.0279 mol/L，它在陈化后转化为ScO(OH)，溶解度大幅降低（0.0008 mol/L）。氢氧化钪可由钪盐和氢氧化物的反应制得，在反应的过程中，也会有依反应原料不同而产生的Sc(OH)1.75Cl1.25、Sc(OH)2NO3、Sc(OH)2.32(SO4)0.34的中间体生成。
它呈立方晶系，空间群Im3（No. 204），晶格参数a = 7.882(5) Å。